# Imicles bambusae
Imicles bambusae är en svampart som först beskrevs av M.B. Ellis, och fick sitt nu gällande namn av Shoemaker & Hambl. 2001. Imicles bambusae ingår i släktet Imicles, divisionen sporsäcksvampar och riket svampar.   Inga underarter finns listade i Catalogue of Life.